# Расчётные операции банков
Расчётные операции банков — операции в рамках системы организации безналичных платежей юридических и физических лиц по денежным требованиям и обязательствам.
Под расчётными операциями коммерческого банка понимается:
- исполнение приказов (поручений) клиентов банка:
  - об оплате работ, товаров, услуг поставщикам,
  - о погашении задолженности бюджету по налогам,
  - о погашении других задолженностей;
- зачисление на счета клиентов поступающих денежных средств;
- операции по ведению хозяйственной деятельности самого банка;
- межбанковские расчёты как внутри страны, так и с зарубежными странами.

## Обслуживание расчётного счёта клиента банка
Между банком и клиентом, открывающим расчётный счёт, заключается договор банковского счёта, предусматривающий:
- хранение денежных средств клиента,
- получение денежных средств со счёта наличными,
- организацию безналичных перечислений и поступлений.

Банк не вправе определять и контролировать направления использования денежных средств клиентом и устанавливать какие-либо не предусмотренные законом ограничения его права распоряжаться средствами по своему усмотрению. При этом банк может использовать имеющиеся на счёте денежные средства, гарантируя возможность клиента беспрепятственно расходовать эти средства в любое время. Договор банковского счёта как правило является возмездным. При этом клиент может оплачивать:
- ведение банковского счёта (комиссия),
- перечисление денежных средств на счета контрагентов (кроме налогов),
- снятие денежных средств наличными в кассу клиента,
- приём наличных в кассу банка из кассы клиента с пересчётом и зачислением на банковский счёт,
- приём наличных в адрес клиента от физических лиц.

Проценты по расчётному счёту могут не начисляться или начисляются как правило символические.
Расчётные документы о переводе средств со счёта клиента на счёт другого лица действительны к предъявлению в обслуживающий банк в течение 10 календарных дней, не считая дня выписки. Кредитные организации обязаны осуществить перечисление средств клиента либо зачисление средств на его счёт не позже следующего операционного дня после получения соответствующего документа. Расчётные документы предъявляются в банк в количестве идентичных экземпляров, необходимом для всех участников расчётов, при этом первый экземпляр заверяется подписями руководителя и главного бухгалтера клиента и скрепляется оттиском печати.

## Виды безналичных расчётных операций
Безналичные расчётные операции между юридическими лицами могут осуществляться:
- платёжными поручениями,
- платёжными требованиями,
- аккредитивами,
- чеками,
- инкассовыми поручениями.

Платёжное поручение — распоряжение владельца счёта банку перевести денежную сумму на счёт получателя средств в этом же или другом банке. Это наиболее распространённая форма осуществления расчётных операций.
Платёжные поручения принимаются банком независимо от наличия денежных средств на счёте плательщика. При отсутствии или недостаточности средств платёжные поручения помещаются в картотеку банка. При появлении средств на счёте клиента списание средств по платёжным поручениям из картотеки производится в следующей очерёдности:
- в первую очередь: возмещение вреда здоровью и алименты,
- во вторую очередь: выходное пособие и расчёты с уволенными работниками,
- в третью очередь: оплата труда и платежи в фонды государственного страхования, платежи в бюджет,
- в четвёртую очередь: прочие исполнительные документы (по решению суда),
- в пятую очередь: остальные платёжные документы.

Внутри одной очереди списание производится в порядке календарной очерёдности.
Платёжное требование — расчётный документ, содержащий требование получателя средств плательщику об уплате денежной суммы через банк. Платёжное требование обычно применяется при расчётах за поставленные товары, оказанные услуги. Платёжное требование выписывается получателем и направляется им напрямую в банк плательщика (минуя свой банк). Банк плательщика передаёт платёжное требование плательщику для акцепта (выражения согласия оплатить платёжное требование). В течение установленного срока плательщик принимает решение об оплате, денежные средства перечисляются получателю. В случае отказа от акцепта платёжное требование возвращается получателю без исполнения.
Плательщик и получатель могут заключить договор о безакцептном списании денежных средств и представить его в банк плательщика. В этом случае денежные средства списываются на основании только платёжного требования без запроса согласия плательщика.
На основании инкассового поручения производится безусловное списание средств со счёта плательщика. Инкассовые поручения применяются при наличии права у получателя средств предъявлять распоряжения к банковскому счету плательщика. Права на предъявление распоряжений закрепляются в федеральном законе или в договоре между плательщиком и банком плательщика.
Аккредитив — условное обязательство банка произвести платежи в пользу получателя средств при предъявлении последним определённых документов, соответствующих условиям аккредитива (например, документов о поставке). Аккредитив предназначен для расчётов с одним получателем средств. Таким образом, аккредитив является гарантией получателя в получении средств по выполнении определённых условий.
Аккредитив может быть покрытым (депонированным), то есть таким, при открытии которого сумма по аккредитиву перечисляется со счёта плательщика в банк получателя на специальный счёт; либо непокрытым (гарантированным), то есть таким, при котором банк плательщика даёт право требовать в безакцептном порядке списания средств со счёта плательщика. Одновременно аккредитив может быть отзывным (с возможностью отмены по распоряжению плательщика) либо безотзывным, который отменяется только с согласия получателя.
Чек — документ (ценная бумага), содержащий ничем не обусловленное распоряжение чекодателя своему банку произвести платёж указанной в чеке суммы чекодержателю. Для расчётов чеками клиенту выдаётся лимитированная чековая книжка.

## Межбанковские расчёты

### Расчёты с Центральным банком
Для проведения расчётных операций и хранения свободных средств каждому банку открывается корреспондентский счёт в Центральном банке. Представителем Центрального банка выступает расчётно-кассовый центр (РКЦ) территориального управления Центробанка. Каждому банку открывается только один корреспондентский счёт в РКЦ, плата за его обслуживание не взимается, проценты по остатку денежных средств на нём не начисляются.
Платежи с корреспондентского счёта в РКЦ банки осуществляют в пределах остатка средств на счёте. При недостатке средств неоплаченные документы учитываются в составе просроченной задолженности. В течение пяти дней банк обязан пополнить корреспондентский счёт необходимой суммой для ликвидации просроченной задолженности, в противном случае к нему могут быть применены санкции, включая отзыв лицензии. Сумма на корреспондентском счёте — это остаток свободных денежных средств банка, характеризующий устойчивость его финансового состояния.
Расчётно-кассовый центр ежедневно отчитывается перед банком выпиской с корреспондентского счёта с приложением платёжных документов — предоставленных банком для списания средств с корреспондентского счёта и поступивших со стороны в адрес банка. На основании этой выписки банк составляет выписки из расчётного счёта своим клиентам.

### Расчёты между коммерческими банками
Для ускорения осуществления расчётных операций клиентов банки могут открывать корреспондентские счета друг у друга (на взаимной основе). При этом применяется следующая терминология:
- Банк-респондент — банк, открывший корреспондентский счёт в другом банке.
- Банк-корреспондент — банк, в котором открыт корреспондентский счёт банка-респондента.
- Корреспондентский счёт ЛОРО — корреспондентский счёт другого банка в рассматриваемом банке (от итал. loro «их») — пассивный счёт.
- Корреспондентский счёт НОСТРО — корреспондентский счёт рассматриваемого банка в другом банке (от итал. nostro «наш») — активный счёт.

При открытии пары корреспондентских счетов каждый банк размещает на таком счёте определённую сумму денег. При получении платёжного поручения клиента на перечисление денежных средств контрагенту, счёт которого открыт в банке-корреспонденте, первый банк списывает сумму платежа с расчётного счёта клиента и зачисляет на корреспондентский счёт второго банка. Одновременно второй банк списывает сумму платежа с корреспондентского счёта первого банка и зачисляет на расчётный счёт получателя.
Поскольку такие платежи часто идут «навстречу» друг другу, суммы на счетах ЛОРО и НОСТРО по корреспондентским отношениям двух банков могут долгое время оставаться сопоставимыми. Однако если между суммами на этих счетах накапливается значительная разница, то это фактически означает бесплатное кредитование одного банка другим. Поэтому такие дисбалансы выравниваются путём перечисления средств через корреспондентский счёт в РКЦ.
Ведение банками корреспондентских счетов друг друга на взаимной основе может являться бесплатным.